# Kōgyoku

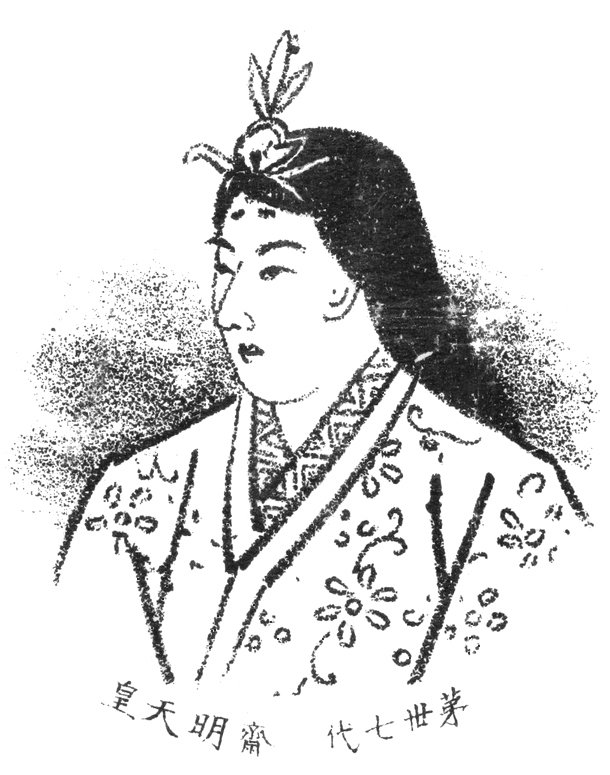
Kōgyoku

Kōgyoku (jap. 皇極天皇, Kōgyoku-tennō, * 7. August 594; † 24. August 661) war die 35. und 37. Tennō von Japan. Ihr Geburtsname war Takara no himemiko (Prinzessin Takara).

## Leben
Sie bestieg zweimal den Thron und regierte von 642 bis 645, und von 655 bis 661. Zu ihrer zweiten Regentschaft gab der japanische Hof ihr den Titel Saimei-tennō (斉明天皇).
Sie war eine Tochter von Chinu no okimi, deshalb war sie eine Enkelin von Oshisaka hiko no oe no miko, der ein Enkel Kaiser Bidatsus war, und stammte somit von Kaiser Bidatsu ab. Sie heiratete zweimal. Kaiser Jomei war ihr zweiter Mann, dessen Vater ebenfalls Oshisaka hiko no oe no miko – ihr Großvater – war und gebar drei Kinder:
- Prinz Nakano-oe (Kaiser Tenji),
- Prinz Ōama (Kaiser Temmu), und
- Prinzessin Hashihito, die spätere Frau von Kaiser Kōtoku

### 1. Regentschaft
Den Thron ihrer ersten Amtszeit bestieg sie nach dem Tode ihres Mannes. Die Intrigen am Hof waren vielfältig und zahlreich und ihre Krönung war eine Kompromisslösung zwischen den verfeindeten Kronprinzenkandidaten. Doch 645 kam ein Staatsstreich (Isshi-Zwischenfall), herbeigeführt von ihrem Sohn Prinz Naka no Ōe und Nakatomi no Kamatari: der Politiker Soga no Iruka wurde im Hof von ihnen vor ihren Augen ermordet. Diese übernahmen nun die Herrschaft und leiteten die Taika-Reform ein, was später zum Aufbau des Ritsuryō-Verwaltungssystems führte.

### 2. Regentschaft
Nach dem Tod von Kaiser Kōtoku 654 nahm sie den Namen Saimei an und gelangte 10 Jahre später wieder an die Macht. Sie herrschte nochmals von 655 bis 661. Der von ihr in dieser Zeit betriebene Wasser- und Schlossbau machte sie beim Volk sehr unbeliebt.
Gegen Ende ihrer Amtszeit wurde Japan in die „Wirren“ in Korea verwickelt. Baekje und Goguryeo hatten sich 641 gegen Silla verbündet, das daraufhin um Hilfe von Tang-China nachsuchte, welches 658/659 Truppen sandte (und das seit längerem mit Japan über das Mimana-Gebiet stritt). Diesen gelang es nicht Goguryeo zu erobern. Jedoch konnten China und Silla 660 Baekje besetzen. Dort brach 661 ein Aufstand aus, der 662 durch ein japanisches Heer von mindestens 27.500 Mann, unter dem Kommando von Abe no Hirafu (阿部比羅夫) unterstützt wurde. Im darauffolgenden Jahr 663 konnten China und Silla jedoch in der Schlacht von Hakusukinoe (auch: Schlacht von Baekgang; heute: Geumgang) Baekje erneut besetzen und die japanische Basis zerstören. Damit endete auch der japanische Einfluss in Korea allgemein.
Die Kaiserin wurde in Kyūshū auf einer Reise nach Korea, wo Kämpfe ausgebrochen waren, getötet.
Während beider Regentschaften nahm sie ihre Residenz im Itabuki-no-miya in Asuka-kyō. Nachdem dieser Palast im Winter 655 abgebrannt war, zog sie zuerst in den Kawara-no-miya (川原宮), der auch als Kahara no Itabuki-no-Miya bekannt ist, und 656 in den Nochi no Okamoto-no-miya. Um dem koreanischen Verbündeten schneller Hilfe leisten zu können, zog sie 661 in den Asakura no tachibana no hironiwa no miya in Asakura auf Kyushu.